# Weyer (Rhein-Lahn-Kreis)
Weyer ist eine Ortsgemeinde im Rhein-Lahn-Kreis in Rheinland-Pfalz. Sie gehört der Verbandsgemeinde Loreley an.

## Geographie
Weyer liegt am westlichen Rande des sogenannten Blauen Ländchens im Rhein-Lahn-Kreis.

## Geschichte
Die Geschichte Weyers lässt sich in schriftlichen Zeugnissen bis ins 13. Jahrhundert zurückverfolgen. Um 1250 wird „Wilre“ in einem Lehensverzeichnis der Herren von Eppstein genannt, von denen der Ritter Heinrich Bitz ein Viertel der „villa in Wilro“ und die Vogtei dort zu Lehen hatte. Der Ortsname „Wilre“, auch „Wylre“ (1358) und „Weiger“ (1526) geschrieben, weist auf keltischen Ursprung und zählte zu einem Gebiet, das wegen der daran beteiligten Landesherren das „Vierherrische“ genannt wurde. Nach Einführung der Reformation in Weyer im 16. Jahrhundert kam es zur bemerkenswerten Situation, dass der Erzbischof von Trier als Patronatsherr der Kirche in Weyer die evangelischen Pfarrer der Gemeinde einsetzte. Weyer wurde nach dem zweiten Nastätter Rezeß 1755 dem Amt Reichenberg in der Niedergrafschaft Katzenelnbogen zugeschlagen und blieb mit dieser bis 1806 hessisch. Von 1806 bis 1813 stand die Region und damit auch Weyer unter französischer Verwaltung (pays réservé). Im Jahr 1816 kam der Ort in den Besitz des Herzogtums Nassau (Amt St. Goarshausen), das 1866 infolge des Preußisch-Österreichischen Krieges vom Königreich Preußen annektiert wurde, woraufhin der Ort 1868 Teil der preußischen Provinz Hessen-Nassau wurde.
Nach dem Ersten und dem Zweiten Weltkrieg zur französischen Besatzungszone zugehörig kam Weyer 1946 zum damals neu gebildeten Land Rheinland-Pfalz. Seit 1972 gehört die Ortsgemeinde Weyer der Verbandsgemeinde Loreley an.
Seit der Mitte des 13. Jahrhunderts hat Weyer eine eigene Kirche, die anfänglich Filiale von Wellmich war. Zu Beginn des 14. Jahrhunderts wurde die Pfarrei selbständig, 1563 trat Eschbach als Filiale hinzu. 1744 wurde eine neue Kirche gebaut, deren Kosten auf 600 Reichstaler taxiert waren. Heute steht die Kirche mit ihrem barocken Tonnengewölbe unter Denkmalschutz. 1808 wurde das heute noch benutzte Pfarrhaus errichtet. Bis ins 18. Jahrhundert übte der jeweilige Pfarrer die Lehrtätigkeit für die Kinder von Weyer und Eschbach an der Schule in Weyer aus. 1759 wird erstmals ein eigener Schulmeister erwähnt und 1822 ein neues Schulgebäude bezogen. Es war bis 1892 Eigentum des Schulverbandes Weyer-Eschbach und diente der Gemeinde Weyer bis 1971 als Volksschule.
Im 18. und 19. Jahrhundert lebten in Weyer nur wenige Juden. Sie bildeten mit den Orten Nochern und Lierschied eine Synagogengemeinde. Im Haus des Gemeindevorstehers Moses Ackermann in der Schulstraße entstand ab etwa 1818 ein gemeinsamer Betsaal. Die Toten wurden auf dem jüdischen Friedhof Nochern beigesetzt. Nach 1933 lebten nur noch drei jüdische Familien in Weyer, zwei von ihnen konnten nach Amerika emigrieren. Bei den Novemberpogromen 1938 wurden der Betsaal im Hause Ackermann verwüstet, die Familie von Siegfried Ackermann zur Zwangsarbeit in die ehemalige Bergarbeitersiedlung Friedrichssegen-Tagschacht, einem Ortsteil von Lahnstein, verbracht und von dort in verschiedene Vernichtungslager im Osten deportiert.

## Politik

### Gemeinderat
Der Gemeinderat in Weyer besteht aus acht Ratsmitgliedern, die bei der Kommunalwahl am 9. Juni 2024 in einer Mehrheitswahl gewählt wurden, und der ehrenamtlichen Ortsbürgermeisterin als Vorsitzender. Bis 2014 gehörten dem Gemeinderat zwölf Ratsmitglieder an.

### Bürgermeister
Linda Bröder wurde am 5. Februar 2024 Ortsbürgermeisterin von Weyer. Da für eine an 14. Januar 2024 angesetzte Neuwahl kein Wahlvorschlag eingereicht wurde, erfolgte die Wahl der bisherigen Ersten Beigeordneten gemäß rheinland-pfälzischer Gemeindeordnung durch den Gemeinderat. Bei der Direktwahl am 9. Juni 2024 wurde sie als einzige Bewerberin mit einem Stimmenanteil von 94,2 % für weitere fünf Jahre in ihrem Amt bestätigt.
Bröders Vorgängerin Ilona Bröder-Wagner hatte das Amt zwölf Jahre ausgeübt. Zuletzt bei der Direktwahl am 26. Mai 2019 war sie mit einem Stimmenanteil von 66,19 % für fünf Jahre wiedergewählt worden. Zum 30. September 2023 legte sie ihr Ehrenamt jedoch vorzeitig nieder.

### Wappen
| Wappen von Weyer | Blasonierung: „Geviert von Blau und Gold: 1. in Gold ein silbergezungter roter Löwe nach links, 2. in Blau ein rotgezungter goldener Löwe, 3. in Blau golden Schlägel und Eisen schräggekreuzt, 4. in Gold ein rotes Kleeblatt.“ |
| Wappen von Weyer | Wappenbegründung: Seit der Mitte des 13. Jahrhunderts lag Weyer in einem Gebiet, das wegen der daran beteiligten Landesherren das „Vierherrische“ genannt wurde. Im Wappen kommt diese Zugehörigkeit durch den roten Löwen des seit 1260 geteilten Grafenhauses der Katzenelnbogener, und den in nassauischen Farben dargestellten Löwen der drei Linien der Grafen von Nassau zum Ausdruck. In der unteren Wappenhälfte symbolisieren Kleeblatt sowie Schlägel und Eisen die Landwirtschaft und den mittlerweile zum Erliegen gekommenen Bergbau. Das Wappen wurde am 26. September 1988 genehmigt. |

## Kultur und Sehenswürdigkeiten
Weyer ist bekannt für seine Straußenfarm, die Wanderwege und den grandiosen Blick über den Rheingraben in den Hunsrück.

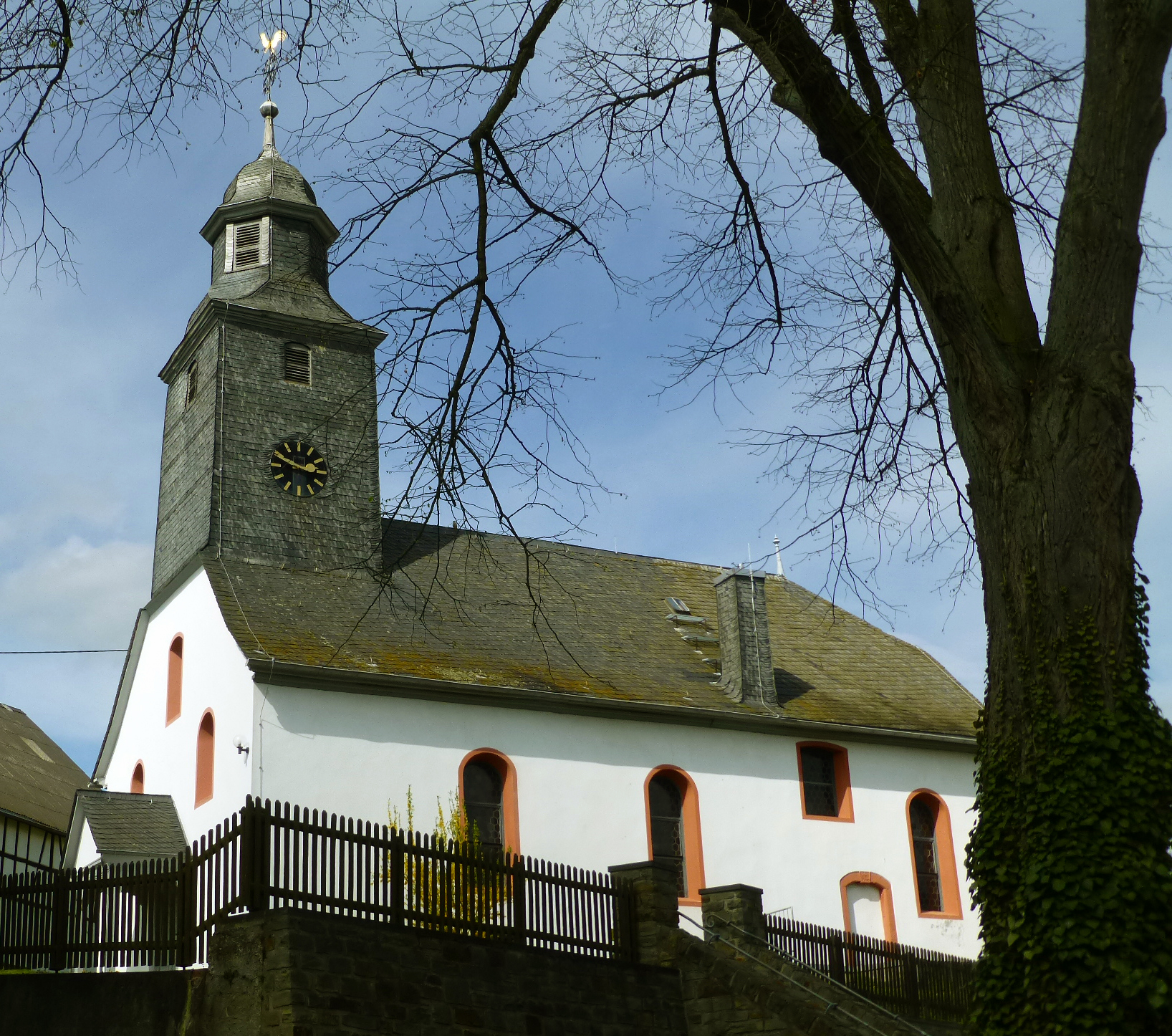
Evangelische Dorfkirche, ein barocker Saalbau von 1744
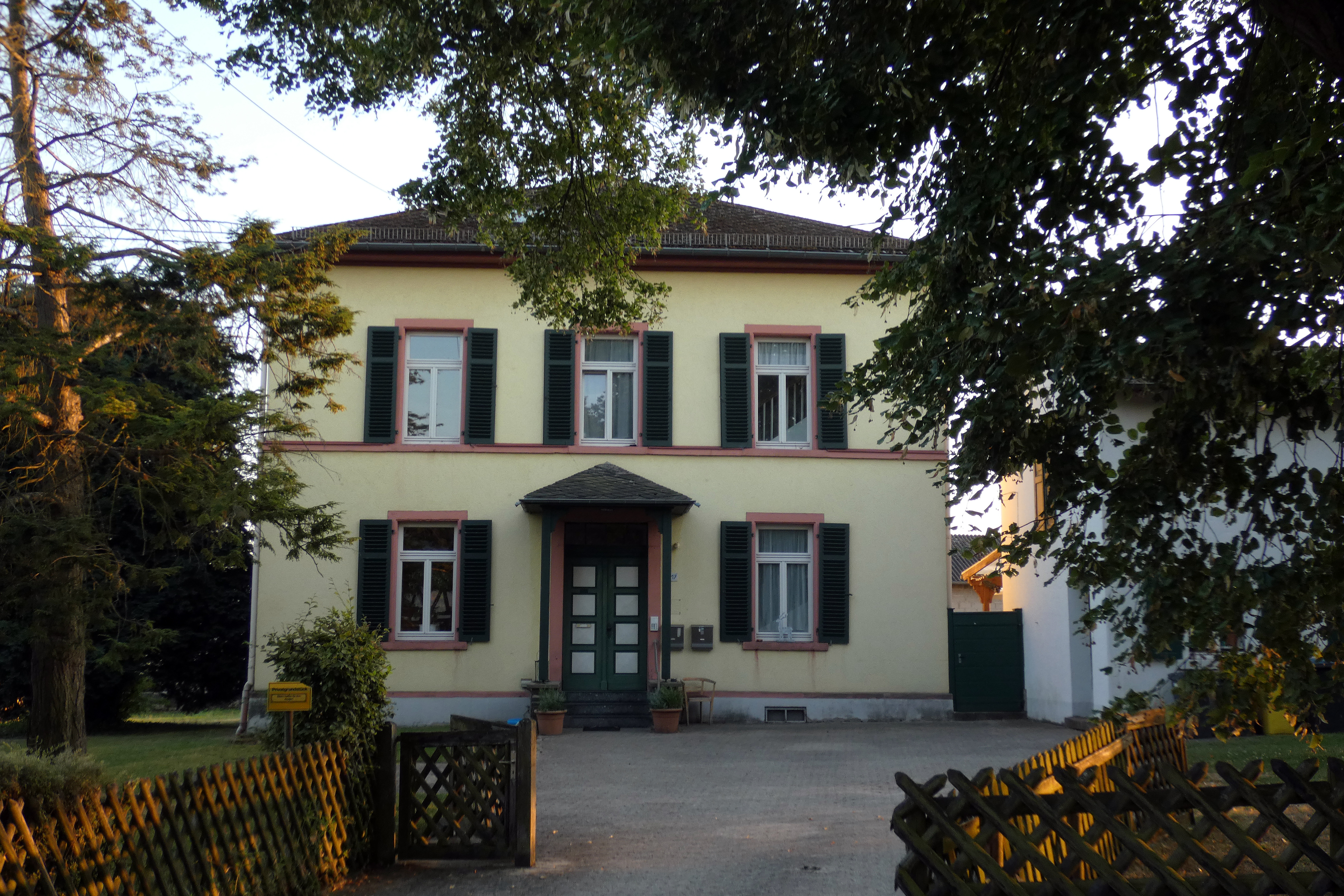
Evangelisches Pfarrhaus, erbaut um 1830/40, ein klassizistischer Walmdachbau
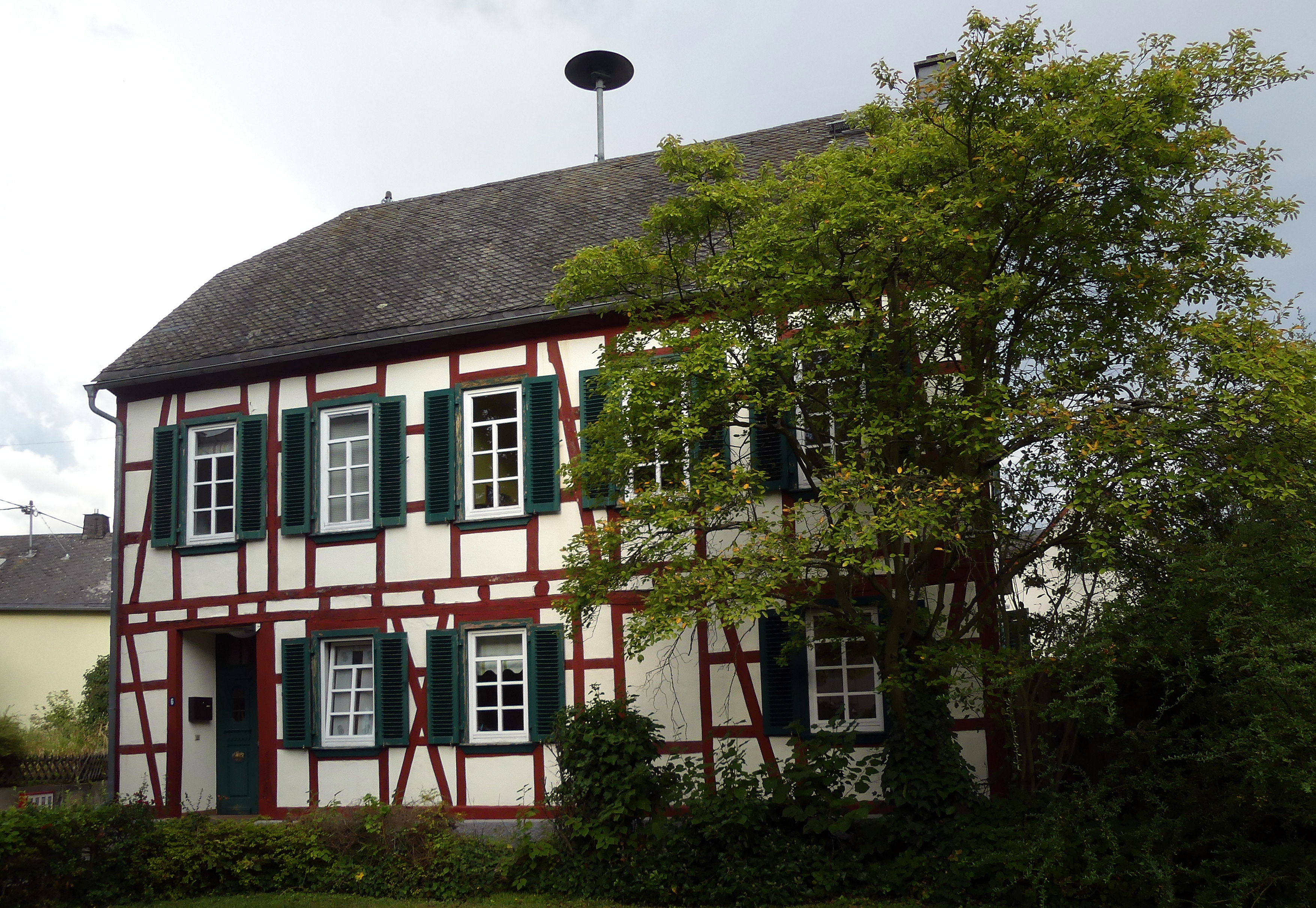
Ehemalige Schule aus der ersten Hälfte des 19. Jahrhunderts, ein Fachwerkbau mit Krüppelwalmdach
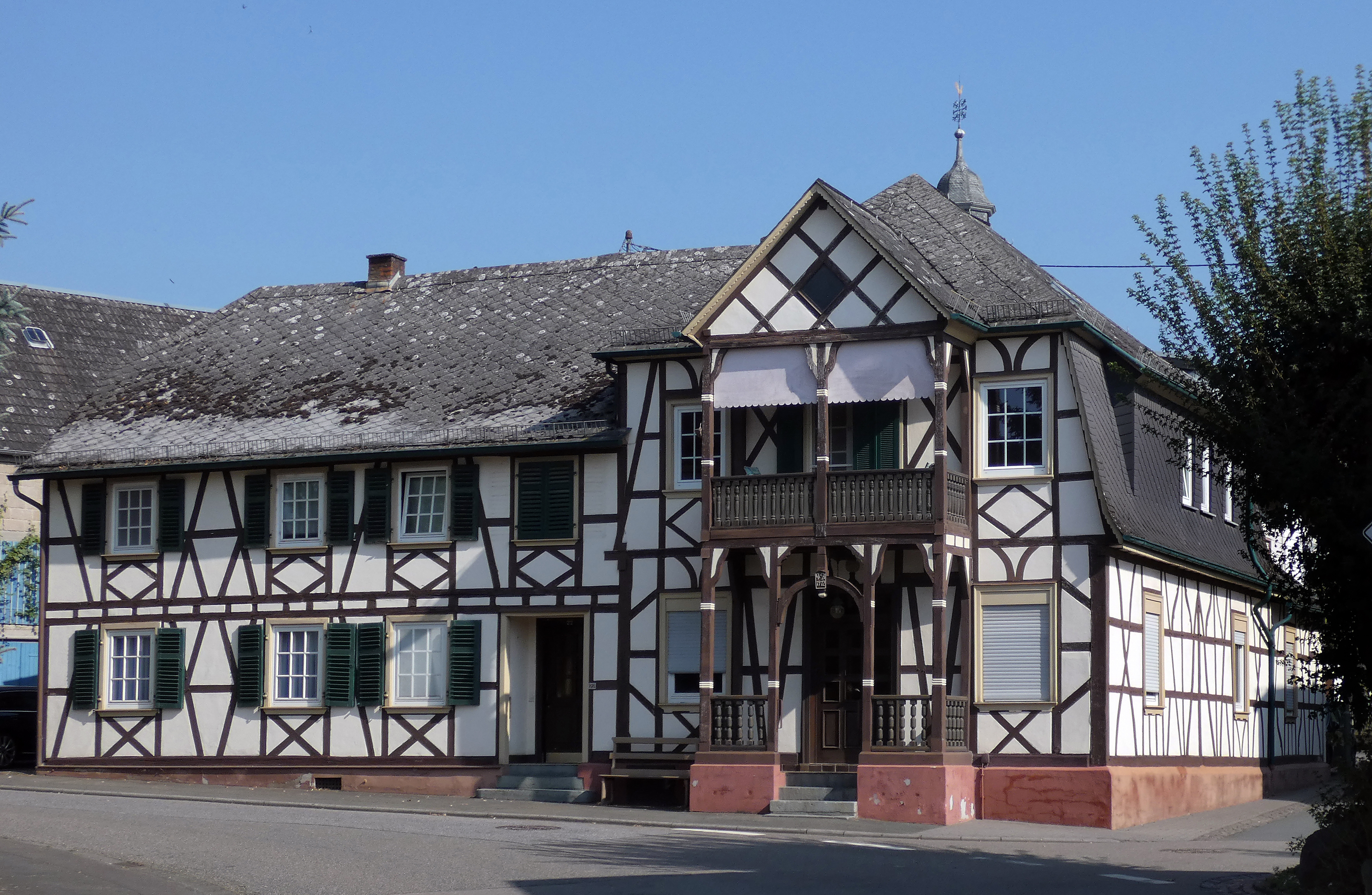
Aufwändiges Fachwerkhaus, bezeichnet mit der Jahreszahl 1912
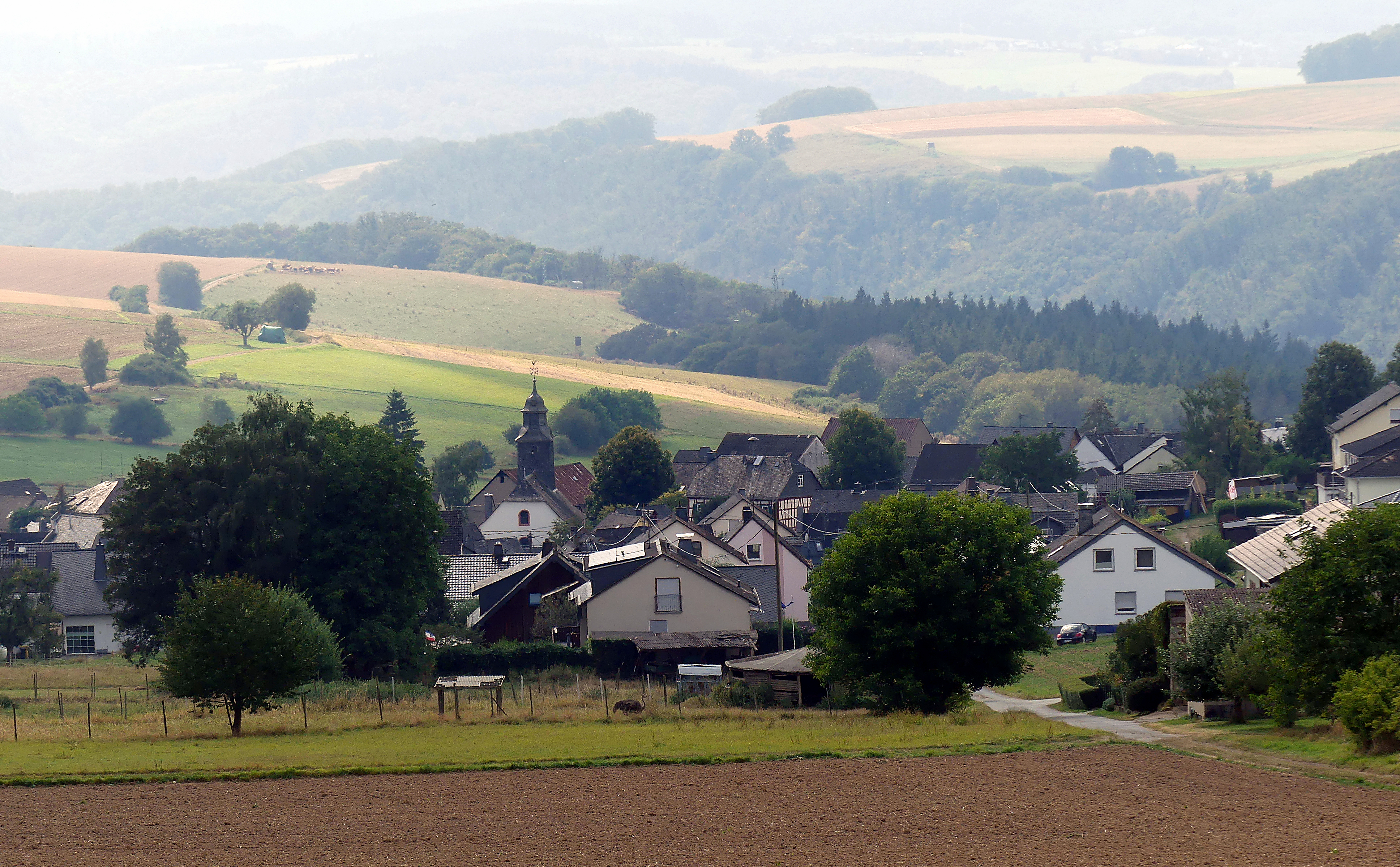
Ansicht der Ortsgemeinde von Osten
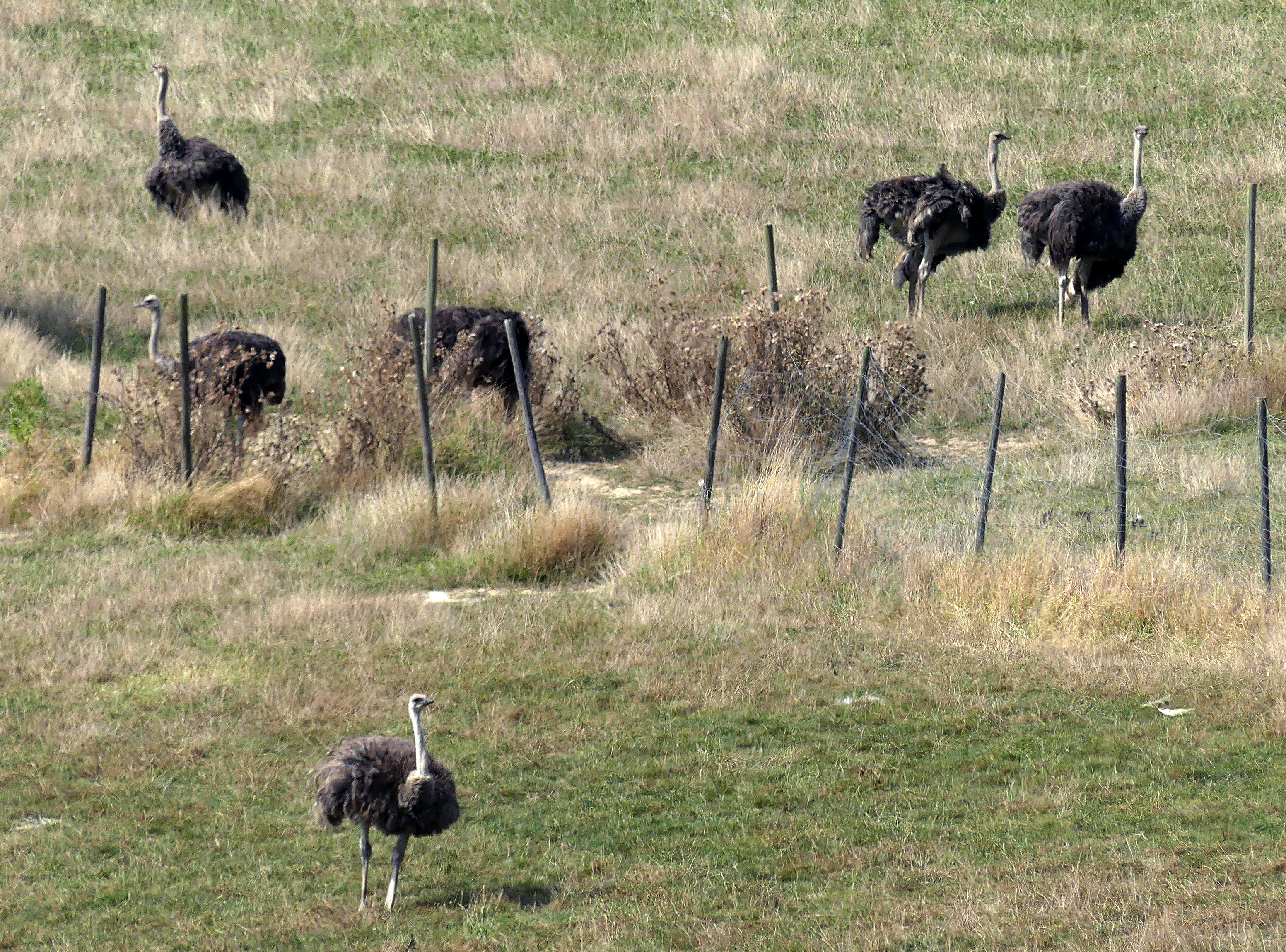
Strauße der lokalen Straußenfarm auf der Weide
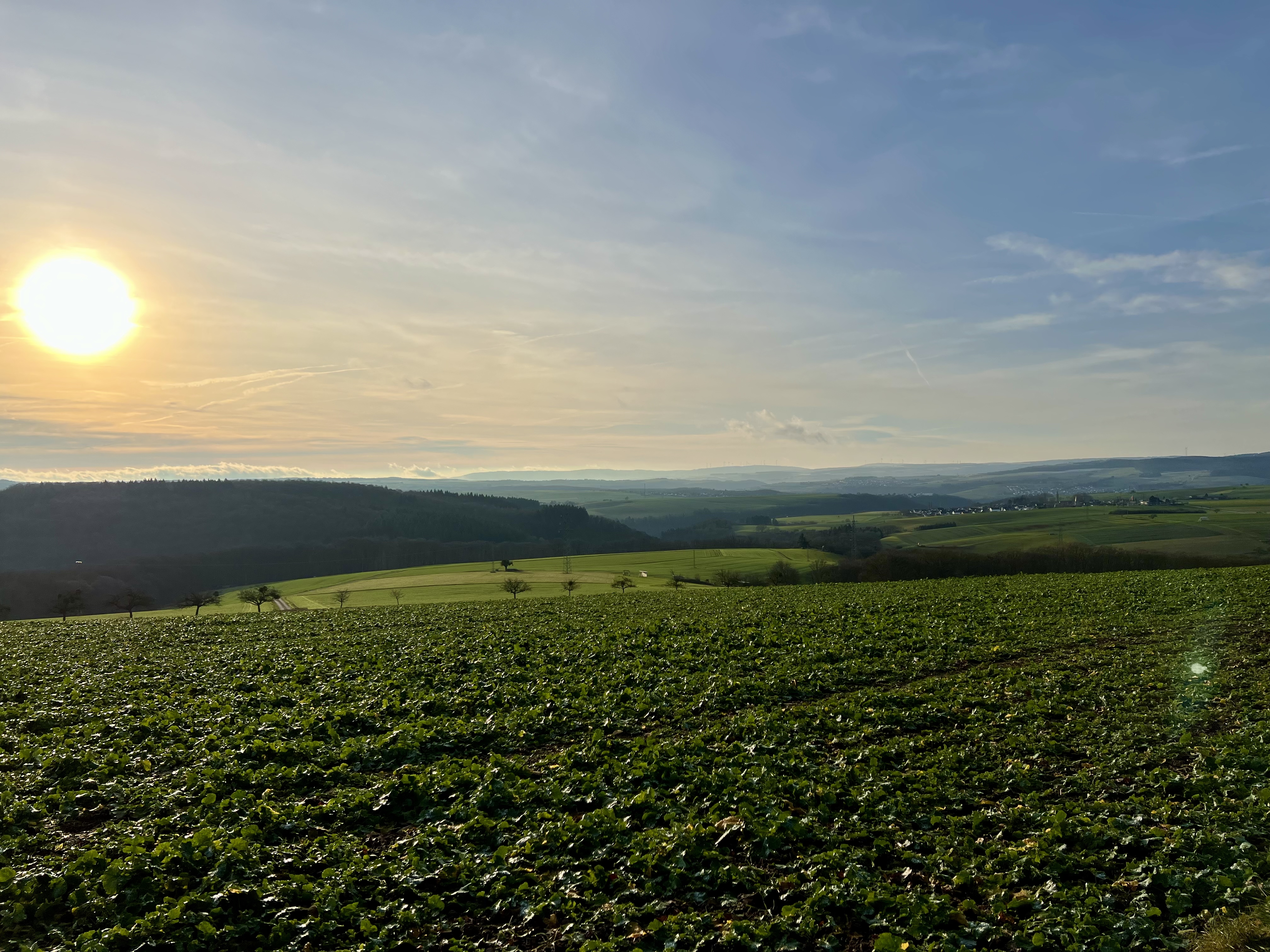
Blick von Weyer über den Rheingraben bis weit in den Hunsrück am Neujahrsmorgen 2025.

Siehe auch: Liste der Kulturdenkmäler in Weyer

## Verkehr
Nächster Bahnhof ist St. Goarshausen an der rechten Rheinstrecke, etwa 6 km südlich von Weyer gelegen.

## Persönlichkeiten
- Wilhelm Kremer (1915–1997), in Weyer geborener Politiker und Verbandsvorsitzender